# Marco Streller
Marco Streller (Bazel, 18 juni 1981) is een voormalig betaald voetballer uit Zwitserland, die bij voorkeur in de aanval speelde. Hij tekende in juni 2007 een vierjarig contract bij FC Basel, waarvoor hij in 2000 debuteerde in het profvoetbal. Hij beëindigde zijn loopbaan in 2015 bij FC Basel.

## Interlandcarrière
Streller speelde tot dusver 37 interlands voor Zwitserland. Hij maakte zijn debuut op 11 oktober 2003 in een EK-kwalificatiewedstrijd in Bazel tegen Ierland, die met 2-0 werd gewonnen dankzij doelpunten van Hakan Yakin en Alexander Frei. Streller trad in dat duel na 65 minuten aan als vervanger van veteraan Stéphane Chapuisat.
Streller speelde op het WK 2006 zijn eerste grote toernooi met de Zwitserse nationale ploeg. Hij was eerder geselecteerd voor het EK 2004, maar moest daarvoor geblesseerd afzeggen. Hij miste in de achtste finale tegen Oekraïne een strafschop in de penaltyreeks. Mede daardoor werd Zwitserland voortijdig uitgeschakeld.
Op het EK 2008 maakte hij alsnog een Europees kampioenschap mee. Twee jaar later gooide een blessure opnieuw roet in het eten. Bondscoach Ottmar Hitzfeld wilde Streller meenemen naar het WK 2010, maar een maand voor het toernooi liep hij op de training een kwetsuur aan zijn linkerenkel op en moest hij afzeggen. Albert Bunjaku mocht daarom in zijn plaats mee naar Zuid-Afrika.

## Cluboverzicht
| Seizoen  | Club                        | Competitie        | Wedstrijden | Doelpunten |
| -------- | --------------------------- | ----------------- | ----------- | ---------- |
| 2001-'02 | FC Basel                    | Axpo Super League | 1           | 0          |
| 2001-'02 | → FC Concordia Basel (huur) | Challenge League  | 30          | 16         |
| 2002-'03 | FC Basel                    | Axpo Super League | 3           | 0          |
| 2002-'03 | → FC Thun (huur)            | Axpo Super League | 16          | 8          |
| 2003-'04 | FC Basel                    | Axpo Super League | 16          | 13         |
| 2003-'04 | VfB Stuttgart               | Bundesliga        | 13          | 3          |
| 2004-'05 | VfB Stuttgart               | Bundesliga        | 8           | 0          |
| 2005-'06 | VfB Stuttgart               | Bundesliga        | 7           | 1          |
| 2005-'06 | → FC Köln (huur)            | Bundesliga        | 14          | 3          |
| 2006-'07 | VfB Stuttgart               | Bundesliga        | 27          | 5          |
| 2007-'08 | FC Basel                    | Axpo Super League | 23          | 12         |
| 2008-'09 | FC Basel                    | Axpo Super League | 23          | 6          |
| 2009-'10 | FC Basel                    | Axpo Super League | 29          | 21         |
| 2010-'11 | FC Basel                    | Axpo Super League | 27          | 10         |
| 2011-'12 | FC Basel                    | Axpo Super League | 30          | 13         |
| 2012-'13 | FC Basel                    | Axpo Super League | 32          | 14         |
| 2013-'14 | FC Basel                    | Axpo Super League | 25          | 10         |
| 2014-'15 | FC Basel                    | Axpo Super League | 24          | 12         |
| Totaal   | Totaal                      | Totaal            | 348         | 147        |

## Erelijst
VfB Stuttgart
- Bundesliga

2007
 FC Basel
- Axpo Super League

2008, 2015
- Schweizer Cup

2008